# Ostrzew spłaszczony
Ostrzew spłaszczony (Blysmus compressus (L.) Panz. ex Link) – gatunek rośliny z rodziny ciborowatych.

## Rozmieszczenie geograficzne
Występuje od Europy i północno-zachodniej Afryki na zachodzie po południową Azję na wschodzie. W Polsce rośnie na obszarze całego kraju.

## Morfologia

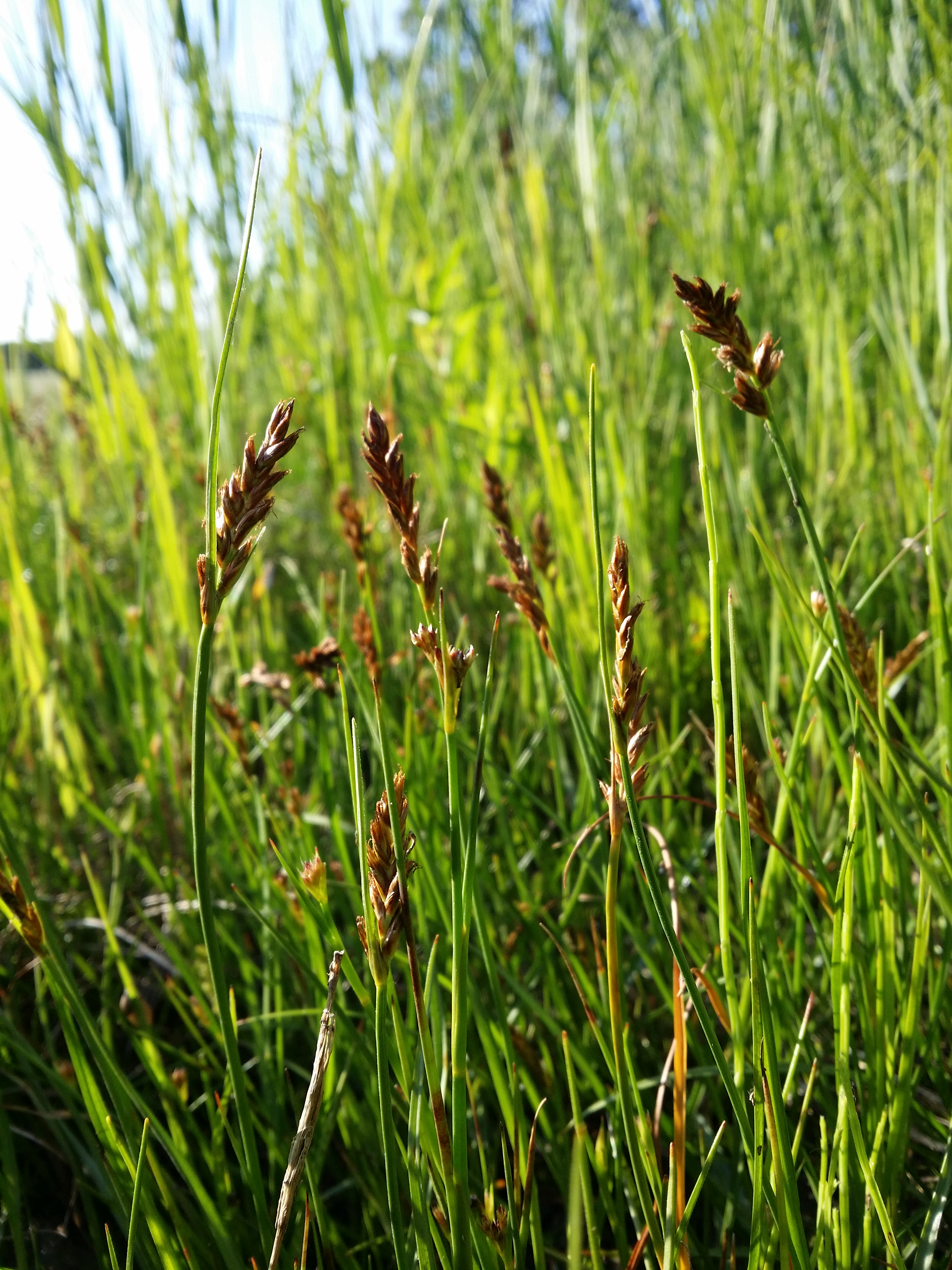
Pokrój

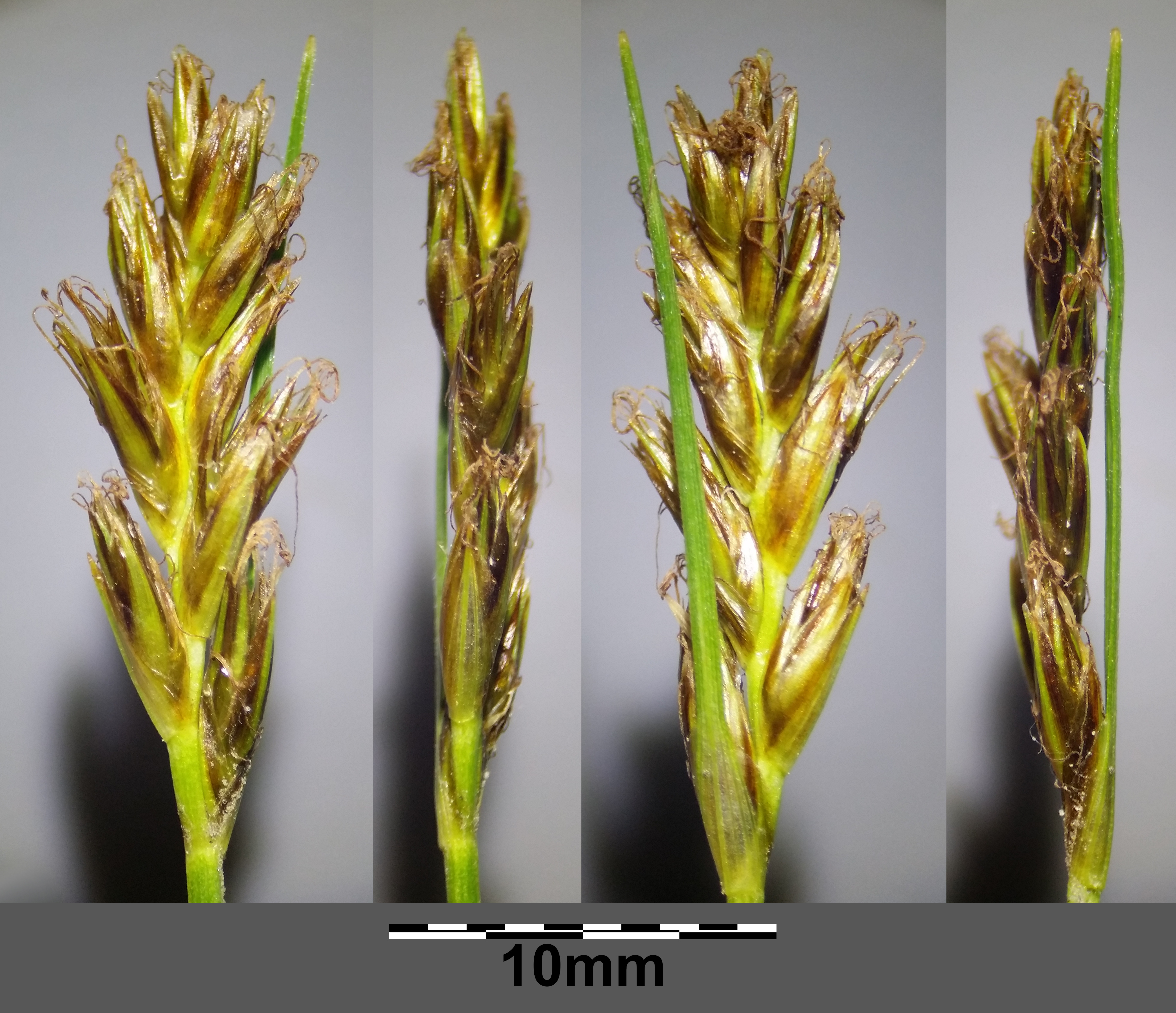
Kwiatostan

ŁodygaŁodygi w górnej części trójkanciaste, do 40 cm wysokości.
LiścieOstrogrzbieciste, rynienkowate, szorstkie na brzegu.
KwiatyZebrane w 5-12, 6-8-kwiatowych kłosów, ustawionych dwurzędowo w spłaszczony kłos złożony. Przysadki ustawione spiralnie, jasnobrunatne, 5-nerwowe. Okwiat złożony z 3-6 szczecinek.
OwocJajowaty, kasztanowaty orzeszek długości 2 mm.

## Biologia i ekologia
Bylina, hemikryptofit. Rośnie na wilgotnych łąkach. Kwitnie w czerwcu i lipcu. Gatunek charakterystyczny muraw zalewowych ze związku Agropyro-Rumicion crispi i zespołu Blysmo-Juncetum compressi. Gatunek wyróżniający zespołu Caricetum davallianae. Liczba chromosomów 2n = 44, 79.

## Zmienność
Gatunek zróżnicowany na dwa podgatunki i dwie odmiany:
- Blysmus compressus subsp. compressus - występuje w całym zasięgu gatunku
- Blysmus compressus subsp. subulifolius A.P.Khokhr. - rośnie w Turcji
- Blysmus compressus var. brevifolius (C.B.Clarke) Karth. - występuje od południowej Syberii na północy po Indie na południu
- Blysmus compressus var. dissitus (Duthie) Karth. - rośnie w zachodnich Himalajach